# Delacour-Schwarzlangur
Der Delacour-Schwarzlangur oder Panda-Langur (Trachypithecus delacouri) ist ein seltener Affe aus der Gattung der Haubenlanguren. Nur etwa 200 Individuen bewohnen ein kleines Areal im nördlichen Vietnam; damit gehört der Delacour-Schwarzlangur zu den bedrohtesten Primatenarten überhaupt.

## Merkmale
Das auffälligste Merkmal des Delacour-Schwarzlanguren sind die weißen Hüften und Oberschenkel, die den Eindruck einer kurzen Hose erwecken. Hierdurch unterscheiden sie sich deutlich von den anderen Arten der francoisi-Gruppe. Das übrige Fell ist glänzend schwarz gefärbt. Der Kopf ist durch den bei Haubenlanguren üblichen Haarschopf und eine blassgraue Backenbehaarung charakterisiert, die von den Mundwinkeln bis über die deutlich abstehenden Ohren reicht. Wie alle Vertreter ihrer Gattung sind diese Primaten schlank gebaut, und der Schwanz ist länger als der Körper.
Die Kopfrumpflänge beträgt 57 bis 62 Zentimeter, die Schwanzlänge 82 bis 88 Zentimeter. Das Gewicht variiert von 6,2 bis 10,5 Kilogramm. Männchen sind im Schnitt etwas größer und schwerer als die Weibchen (7,5 bis 10,5 kg bei Männchen, 6,2 bis 9,2 kg bei Weibchen).

## Verbreitung und Lebensraum

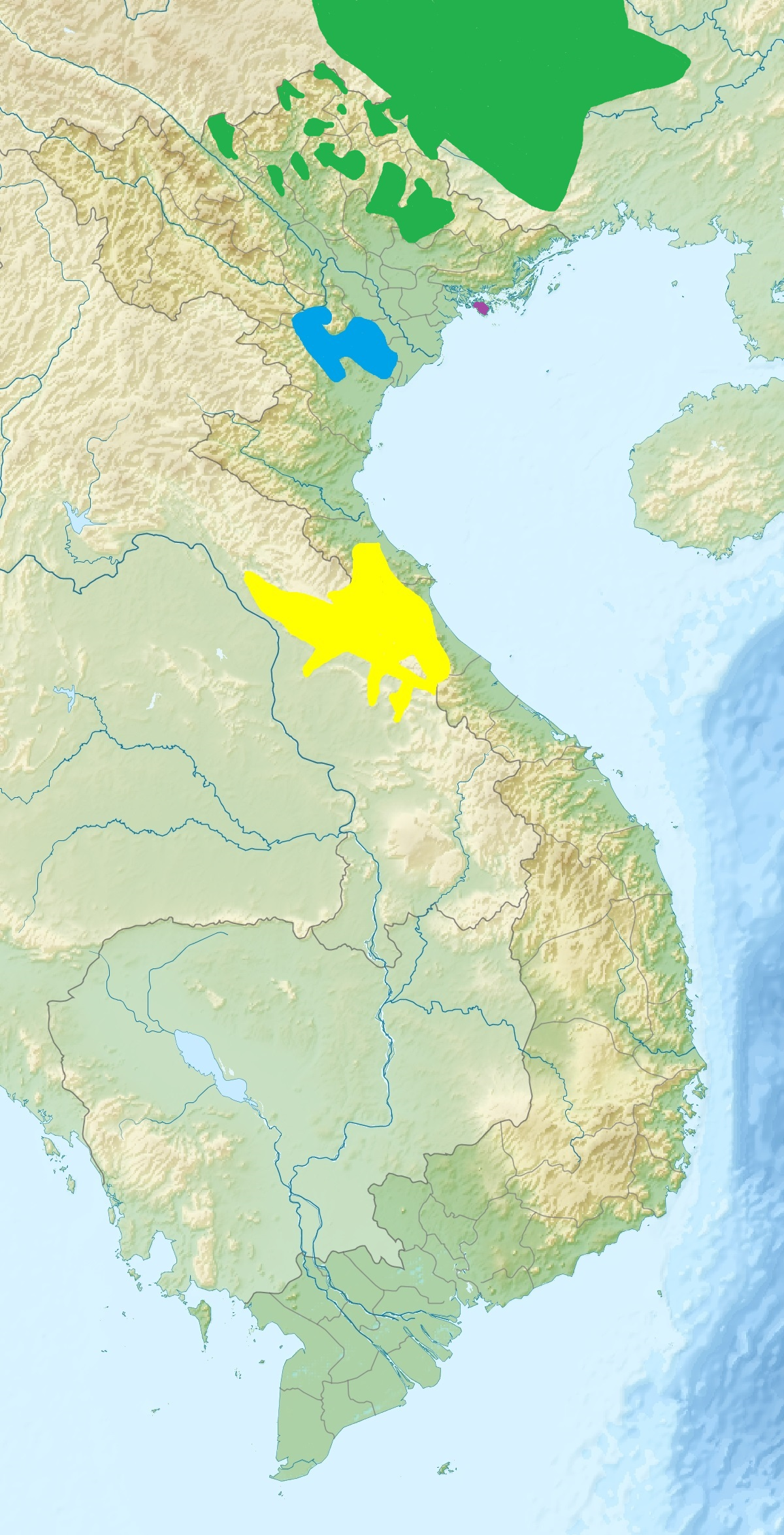
Blau, das Verbreitungsgebiet des Delacour-Schwarzlanguren südlich von Hanoi

Das Verbreitungsgebiet beschränkt sich auf das Bergland südlich der vietnamesischen Hauptstadt Hanoi. Dies umfasst Teile der vietnamesischen Provinzen Hà Nam, Thanh Hóa, Hòa Bình, Ninh Bình und Nghệ An. Innerhalb des Berglands gibt es siebzehn isolierte Populationen, die wegen natürlicher oder künstlicher Barrieren nicht zueinander gelangen können. Bedeutende Schutzgebiete im Verbreitungsgebiet sind das Naturschutzgebiet Vân Long und der Nationalpark Cúc Phương.
Der Lebensraum sind bewaldete Karstgebiete.

## Lebensweise

### Aktivität
Delacour-Schwarzlanguren sind tagaktiv und halten sich überwiegend am Boden, seltener auf Bäumen auf. Zur Nachtruhe ziehen sie sich meist in Karsthöhlen zurück.
Sie leben in Gruppen mit unterschiedlichster Zusammensetzung. Man findet Gruppen, in denen beide Geschlechter vertreten sind; daneben Weibchengruppen, die von einem einzelnen Männchen geführt werden; oder reine Männchengruppen. Daneben gibt es auch eine Anzahl einzeln lebender Männchen, die sich keiner Gruppe anschließen. Die natürliche Gruppengröße liegt bei 20 bis 30 Tieren. Diese wird heute aber nur noch in den besonders geschützten Naturreservaten erreicht. In den meisten Gegenden ist sie auf fünf bis sieben Tiere zurückgegangen.
Der Aktionsraum war bei zwei beobachteten Gruppen 36 bzw. 46 Hektar groß. Die Tiere dieser Gruppen legten täglich jeweils zwischen 340 und 1530 m zurück.
Männchen einer Gruppe sitzen oft auf erhöhten Felsen und beobachten die Umgebung. Trifft eine Gruppe auf eine andere, kommt es zwischen den Männchen zu Aggressionen, die sich in lautem Schreien, Aufbäumen, Verfolgungsjagden und kurzen Kämpfen äußern.
Über Feinde liegen keine Beobachtungen vor. Potenzielle Feinde dürften aber Greifvögel, Rothunde, Tiger, Leoparden, Nebelparder, Goldkatzen, Bengalkatzen und große Schlangen sein.

### Ernährung
Delacour-Schwarzlanguren sind Pflanzenfresser, die sich vorwiegend von Blättern ernähren. 59 % an der Nahrung machen junge Blätter und Knospen aus, 20 % ausgewachsene Blätter, 9 % unreife Früchte und 5 % Blüten; die restlichen Anteile verteilen sich auf Samen, reife Früchte und sonstige Grünteile von Pflanzen.
Wie alle Schlankaffen haben sie einen mehrkammerigen Magen zur besseren Aufspaltung der schwer verdaulichen Pflanzennahrung.

### Fortpflanzung
Nach einer Tragzeit von 170 bis 200 Tagen bringt das Weibchen meist ein einzelnes Jungtier zur Welt. Selten kommen auch Zwillingsgeburten vor. Dieses ist wie bei allen Haubenlanguren zunächst orange-bräunlich gefärbt. Im Alter von vier Monaten ist die Fellfarbe schwarz, die bei Alttieren weißen Fellpartien sind nun grau gefärbt. Das kräftige Weiß zeigt sich erst im Alter von etwa drei Jahren. Männchen werden mit fünf Jahren geschlechtsreif, Weibchen mit vier Jahren. Die Lebensdauer ist unbekannt. Zwei Männchen in einer Auffangstation waren Ende 2009 zwanzig Jahre alt und noch am Leben, so dass die Lebensdauer in jedem Fall mehr als zwanzig Jahre betragen kann.

## Systematik und Namen
Erstmals beschrieben wurde der Delacour-Schwarzlangur 1932 von Wilfred Hudson Osgood, der den wissenschaftlichen Namen Pithecus delacouri vergab. Der Gattungsname Pithecus durfte aber schon zu diesem Zeitpunkt nicht mehr verwendet werden, da die ICZN ihn 1929 für ungültig erklärt hatte. In der Folge wurde der Delacour-Schwarzlangur meistens der Gattung Presbytis zugeordnet, 1996 wurde erstmals die heute gültige Kombination Trachypithecus delacouri verwendet.
Benannt wurde dieser Affe zu Ehren des französischen Ornithologen Jean Théodore Delacour.
Innerhalb der Gattung der Haubenlanguren bildet der Delacour-Schwarzlangur mit fünf weiteren Arten die so genannte francoisi-Gruppe. Eine Vermutung ist, dass sich diese Gruppe am Ende des Pleistozäns in die heutigen Arten aufzuteilen begann und dass der Delacour-Schwarzlangur seine Weißfärbung in Anpassung an den hellen Kalkstein-Untergrund seines Lebensraums entwickelte.

## Bedrohung
Der Delacour-Schwarzlangur zählt zu den bedrohtesten Primaten. Im Jahr 2009 gab es noch siebzehn voneinander getrennte Populationen. Vier Populationen leben in Schutzgebieten und machen 40 % des Gesamtbestandes aus. Bei den übrigen dreizehn Populationen, 60 % der Individuen, werden die Chancen eines Überlebens als sehr gering angesehen. Die größte Population besteht mit 70 Individuen im Van Long Nature Reserve. Dies ist auch der einzige Ort, wo der Bestand sogar wächst, während er überall sonst im Verbreitungsgebiet zurückgeht. Die Gesamtzahl der Individuen wird auf 200 bis 250 geschätzt.
Als Bedrohungen werden Wilderei, der Kalksteinabbau (z. T. mit Dynamit) und auch die genetische Verarmung durch die geringe Individuenzahl angesehen. Waldzerstörung spielt im Verbreitungsgebiet hingegen eine geringere Rolle.
Die IUCN stuft den Delacour-Schwarzlangur als vom Aussterben bedroht (critically endangered) ein.